# SN 2007bi
SN 2007bi是2007年4月由美国邻近超新星工厂小组发现的超高能量超新星，它是首颗被发现的不稳定对超新星（PISN），爆发时释放的能量是一般超新星的100倍。
SN 2007bi发现时其与众不同的光谱引起了天文学家的注意。在其后一年半，随着它的缓慢变暗天文学家一直对其进行观测并分析。结果发现它的前身星质量至少是太阳的200倍，核心的质量则接近100个太阳质量。一般超大质量的恒星死亡时会坍塌成黑洞，但由于SN 2007bi超大质量的核心，可以发生一直只存在于理论中的“粒子对不稳定”现象，即在恒星极端高温的内部高能γ光子产生正负电子对，減弱了在超巨星核心內部產生的熱壓力。這種壓力的減弱導致局部的崩潰，然後大量快速的燃燒造成失衡的熱核爆炸。
SN 2007bi爆炸时向太空释放了大量的硅和许多重元素，总质量约为太阳质量的22倍。。
SN 2007bi的变暗过程持续了555天，并抛射出大量的放射性镍-56，质量超过6个太阳（这是其持续明亮的主要原因）。根据观测数据后进行的模拟证明它的确是一颗对不稳定超新星。

## 延伸阅读
- Gal-Yam, A.; Mazzali, P.; Ofek, E. O.;  et al, , Nature: 624–627, doi:10.1038/nature08579